# Iberina ljovuschkini
Iberina ljovuschkini is een spinnensoort in de taxonomische indeling van de kamstaartjes (Hahniidae).
Het dier behoort tot het geslacht Iberina. De wetenschappelijke naam van de soort werd voor het eerst geldig gepubliceerd in 1965 door Pichka.